# Eksjö
Eksjö ist ein Ort (tätort) in der schwedischen Provinz Jönköpings län und der historischen Provinz Småland. Eksjö ist der Hauptort der gleichnamigen Gemeinde.
Eksjö selbst erhielt bereits im Jahr 1403 die Stadtrechte und war seit dem Ende des 15. Jahrhunderts Garnisonsstadt. Heute ist die Garnison mit 600 Beschäftigten drittgrößter öffentlicher Arbeitgeber nach dem Krankenhaus mit 1.700 und der Stadtverwaltung mit 1.200 Beschäftigten.
Bekannt ist Eksjö für seine einzigartige Holzhausarchitektur. Die Altstadt entspricht noch dem mittelalterlichen Stadtplan und steht mit den historischen Holzhäusern fast komplett unter Denkmalschutz. 1997 wurde Eksjö für die Erhaltung der Altstadt das Europa-Nostra-Diplom verliehen. Am 16. August 2015 wurde jedoch das größte Gebäude der Altstadt bei einem Brand zerstört. Aufgrund ihrer Rolle als Garnisonsstadt und der gut erhaltenen Holzhausarchitektur ist die Stadt heute als schwedisches Reichsinteresse klassifiziert.

## Wappen
Beschreibung: In Silber eine ausgerissene grüne Eiche mit neun Blättern und vier  Eicheln.

## Sehenswürdigkeiten
Sehenswert sind die Kirche von Eksjö mit Orgel und das Eksjö-Museum.

## Städtepartnerschaften
Städtepartnerschaften bestehen seit 1995 mit Neusäß, von 2001 bis 2018 mit Schneverdingen und seit 1996 mit Barlinek in Polen. Die dänische Partnerstadt ist Ærøskøbing.

## Persönlichkeiten
- Johan Lorentz Aschan (1772–1856), Unternehmer
- Ferdinand Hernlund (1837–1902), Landschaftsmaler
- Gunnar Lindström (1896–1951), Leichtathlet
- Hjalmar Sundén (1908–1993), Theologe und Universitätsprofessor für Religionspsychologie
- Gunhild Sehlin (1911–1996), Pädagogin und Kinderbuchautorin
- Lars Lindvall (* 1962), Musiker des Modern Jazz und Musikdozent
- Niklas Hjalmarsson (* 1987), Eishockeyspieler
- Cazzi Opeia (* 1988), Sängerin, Songwriterin und DJ
- Simon Lööf (* 1996), Schauspieler
- Erik Brännström (* 1999), Eishockeyspieler

## Bilder

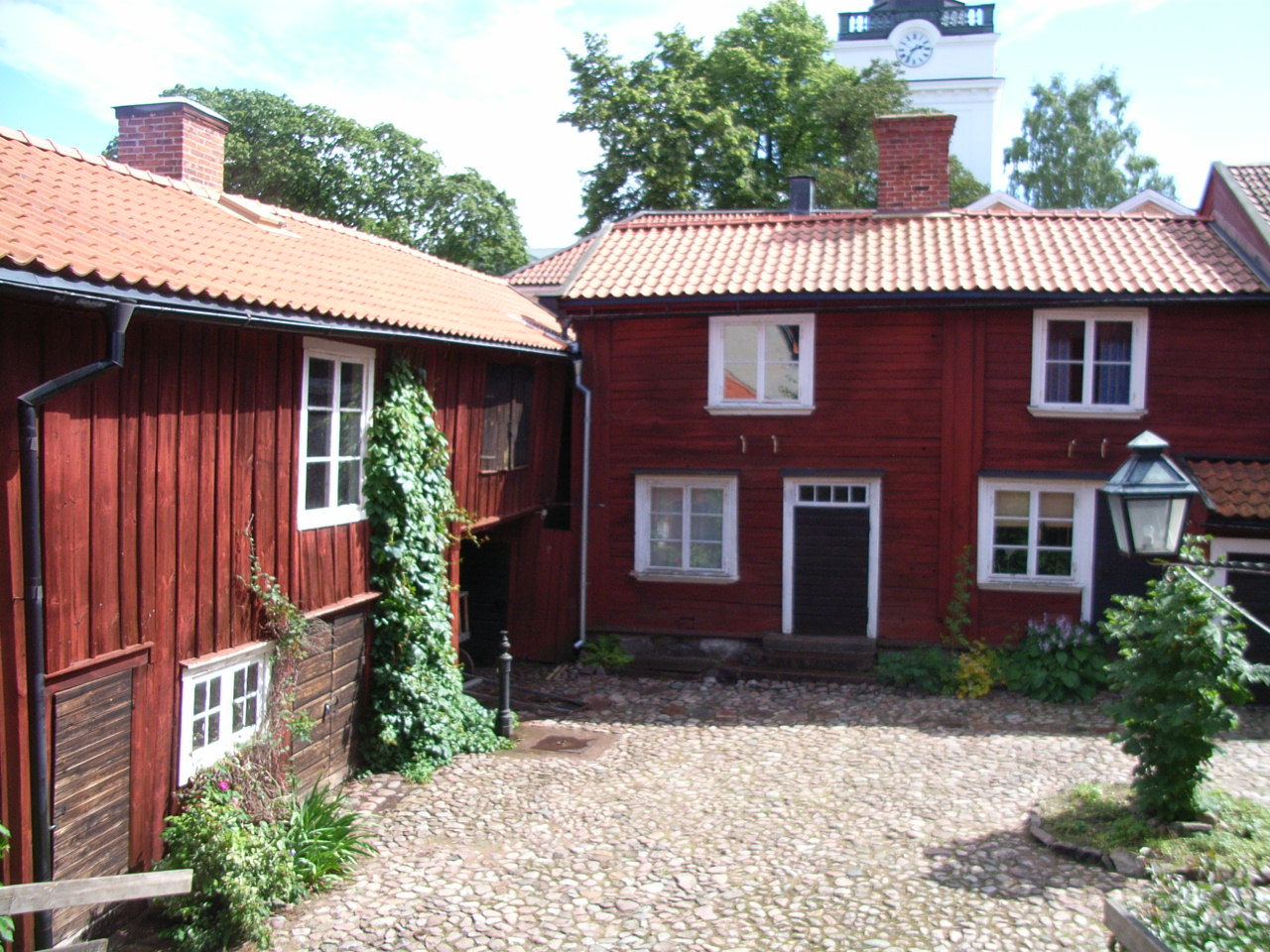
Holzhäuser der Altstadt
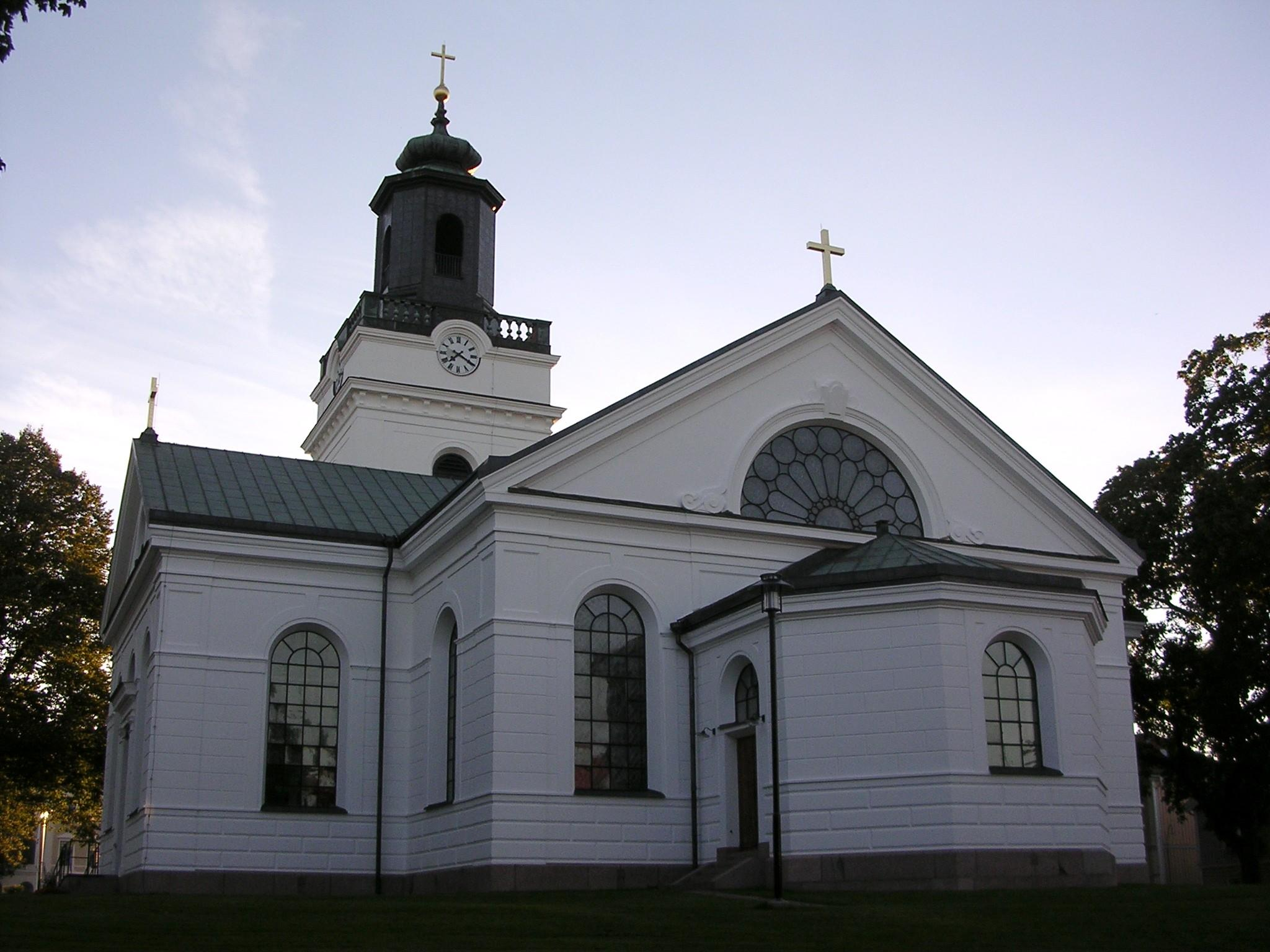
Die Kirche der Stadt

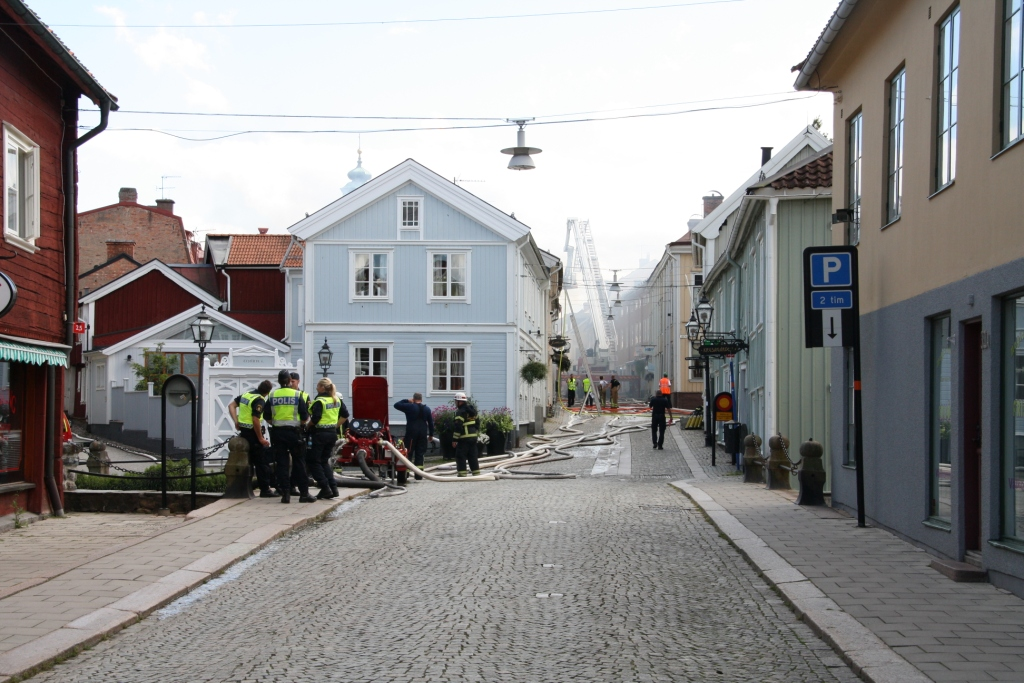
Brand am 16. August 2015 in der Altstadt von Eksjö, bei dem das größte Haus zerstört wurde.
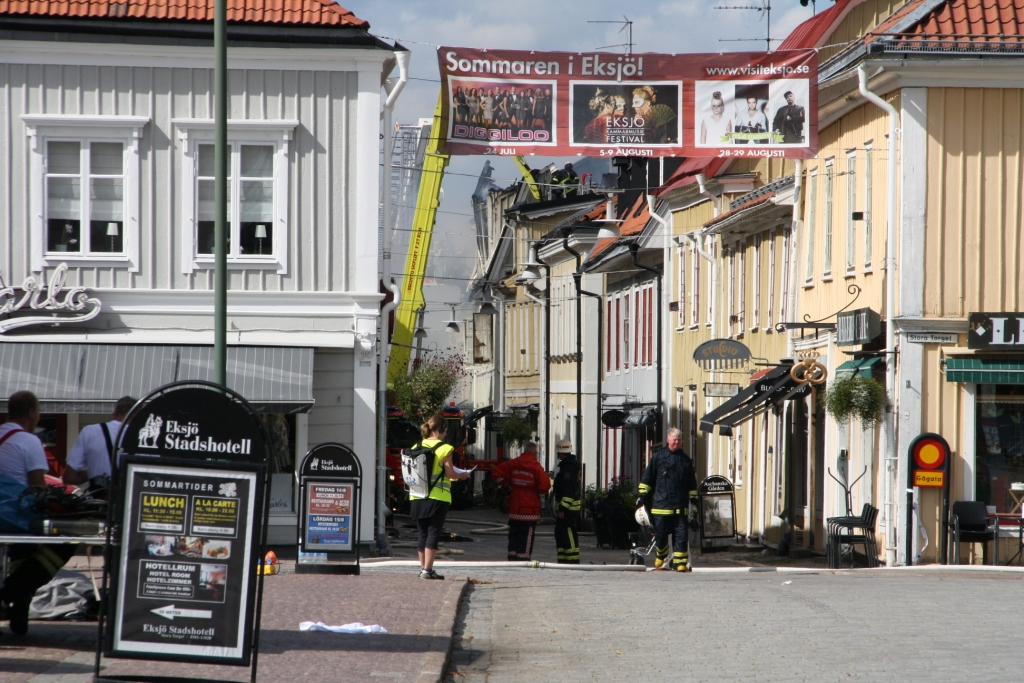
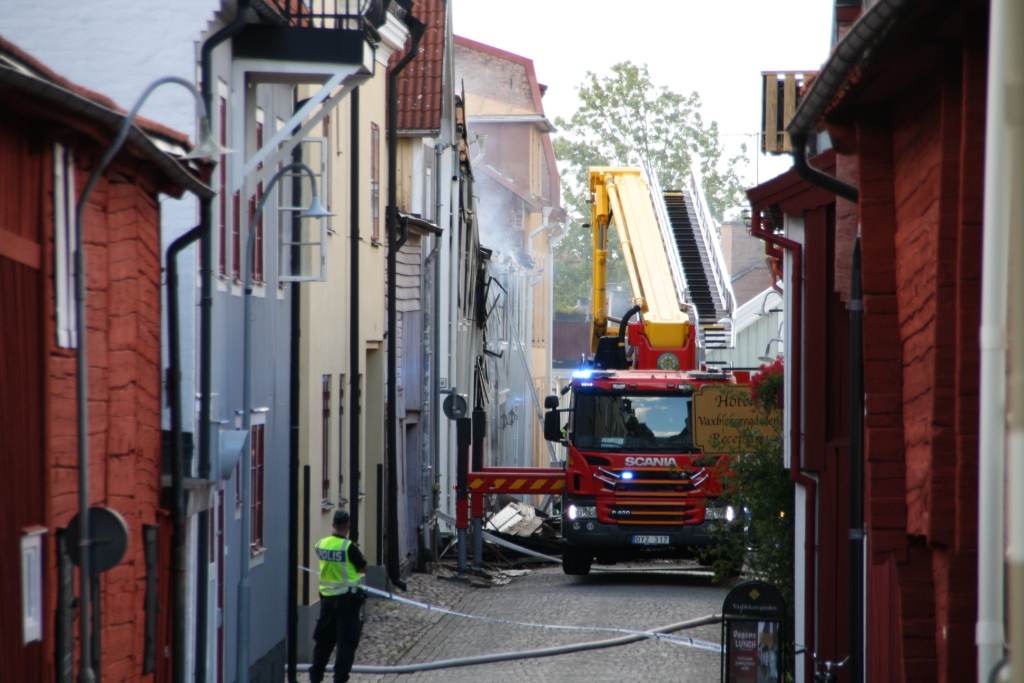
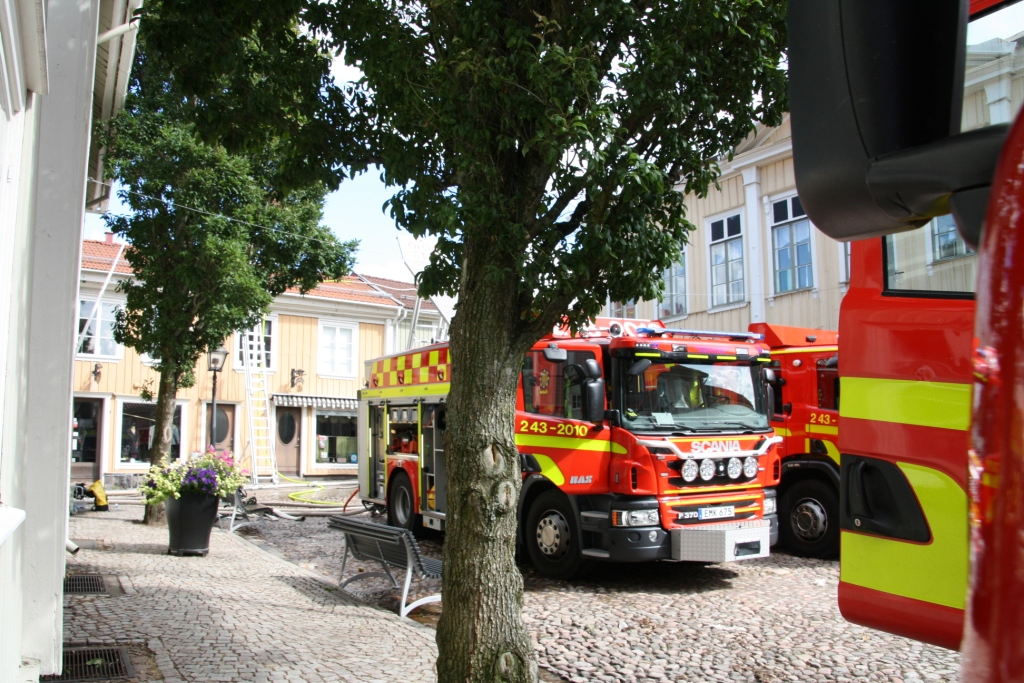